# Surface d'égale pente
En géométrie différentielle, dans la famille des surfaces paramétrées et orientées de ℝ3, une surface d'égale pente α s'appuyant sur une courbe plane c tracée sur le plan horizontal (d'équation z = 0) est l'enveloppe des plans tangents à la courbe c dont la normale fait un angle α avec la verticale.

## Paramétrisation
On suppose que la courbe c est paramétrée par sa longueur d'arcs. Un paramétrage possible de la surface d'égale pente α s'appuyant sur c est :
{\displaystyle c(s,v)={\begin{pmatrix}x(s)-vy'(s)\cos \alpha \\y(s)+vx'(s)\cos \alpha \\v\sin \alpha \end{pmatrix}}}
Une fois la formule donnée, il est facile de vérifier a posteriori que le paramétrage est acceptable.